# Тюленьи острова
Тюле́ньи острова  (каз. Итбалық аралдары) — архипелаг в северной части Каспийского моря у входа в Мангышлакский залив. Относятся к территории Казахстана, административно входят в состав Мангистауской области. Острова сложены песками, местами глинистыми породами. Общая площадь около 130 км². Полупустынная растительность. Представляет собой группу из пяти небольших низменных островов:
- Кулалы,
- Морской,
- Подгорный,
- Новый,
- Рыбачий.

Самый крупный в группе Тюленьих островов — остров Кулалы. Площадь — 68 км². Ведётся рыбный промысел.

## История

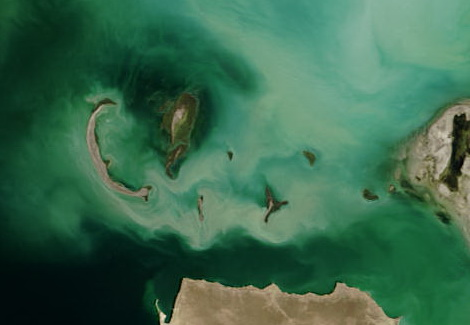
Тюленьи острова

Летом 1667 года сторонники Степана Разина (около 200 человек) бежали из Гурьева (современный Атырау) на Кулалинский остров. Из Астрахани к острову Кулалы были отправлены 2690 стрельцов, вооруженных артиллерией, в 40 морских стругах. 15 сентября 1667 года начался штурм бурдюжного городка, укрепленного казаками-повстанцами на острове. «Ратные люди городок взяли за великим боем».
В начале XX века на острове Кулалы велись тюленьи промыслы, в северной части острова стояли строения и амбары для хранения тюленьего жира. До 1950-х годов на острове существовал жилой посёлок рыбаков.
На острове Кулалы функционирует метеостанция (существует с 1937 года, до 1990-х годов относилась к Астраханскому центру по гидрометеоорологии, ныне принадлежит Казгидромету) и пост технического наблюдения Пограничной службы КНБ РК.